# 火かき棒

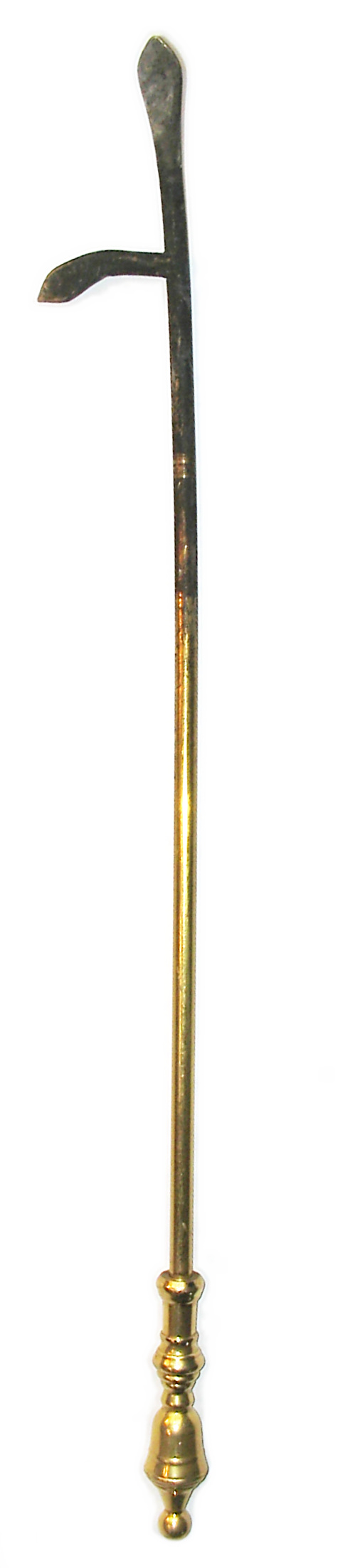
火かき棒の一種、真鍮製

火かき棒（ひかきぼう、火掻き棒とも）とは、暖炉や石炭ストーブなどから、灰や燃えがらを掻きだすときに使う道具である。
北海道ではデレッキと呼ばれているが、明治時代の九州・筑豊地方の炭坑でボイラーの火かき棒を「レレッキ」と呼んでいた記録があり、かつては全国的な呼び方だったようである。由来はオランダ語説、英語説（RAKE:レーキ) などあってはっきりしていない。

## ギャラリー

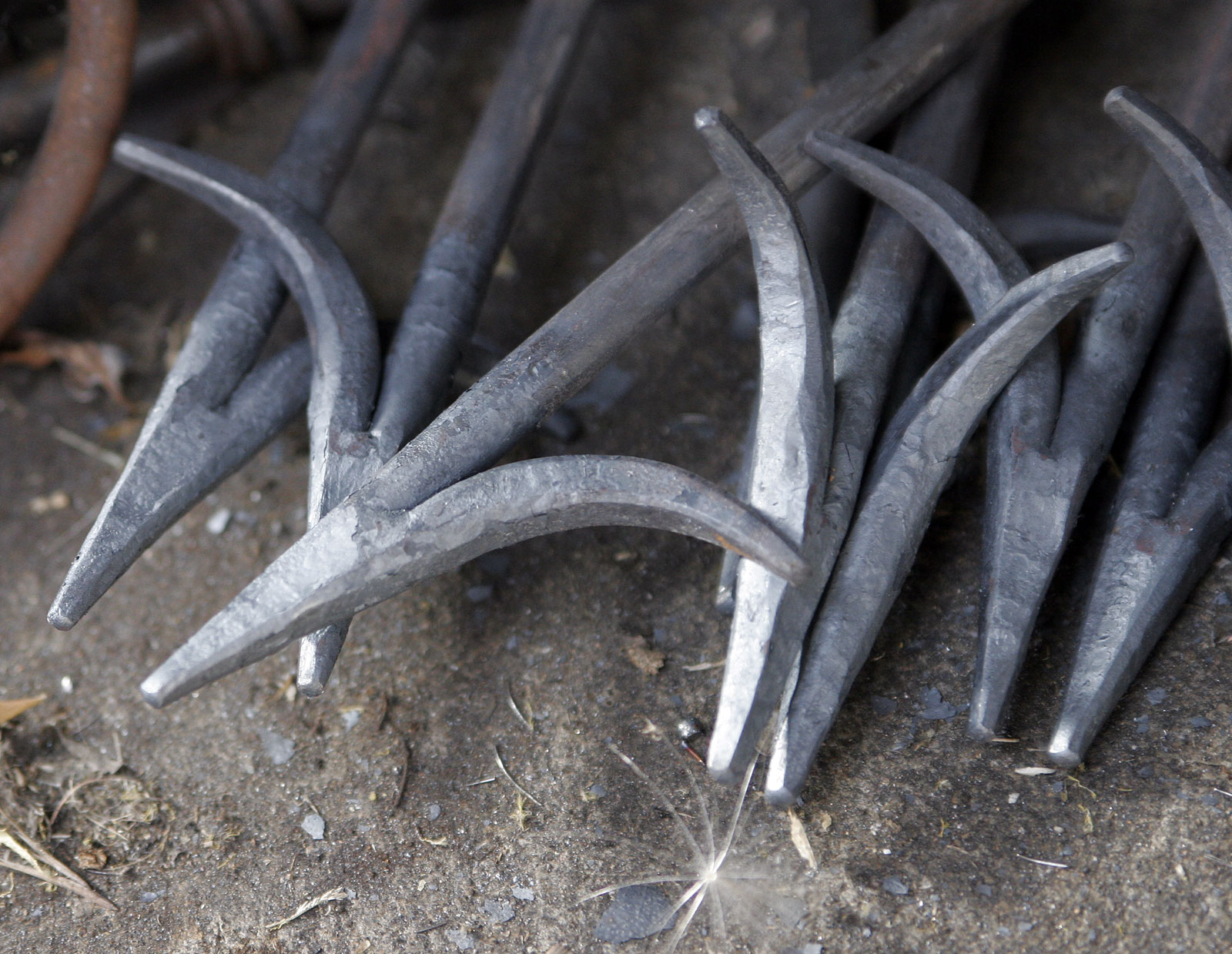
火かき棒の先端、鉄製
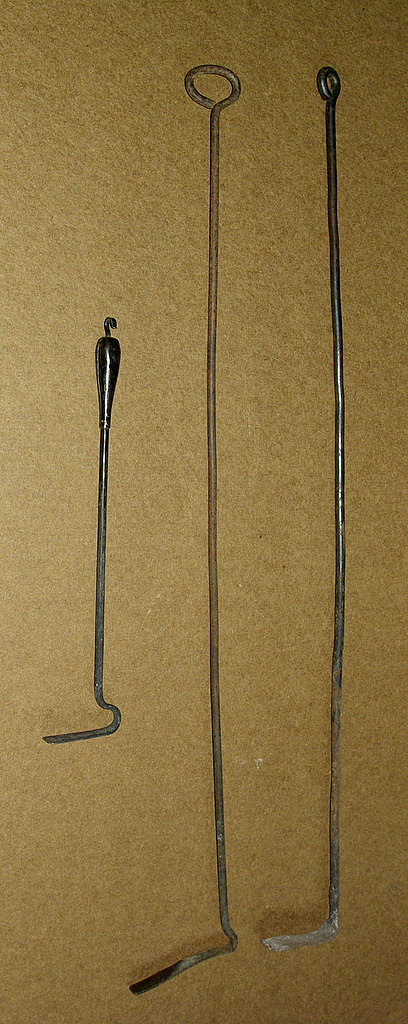
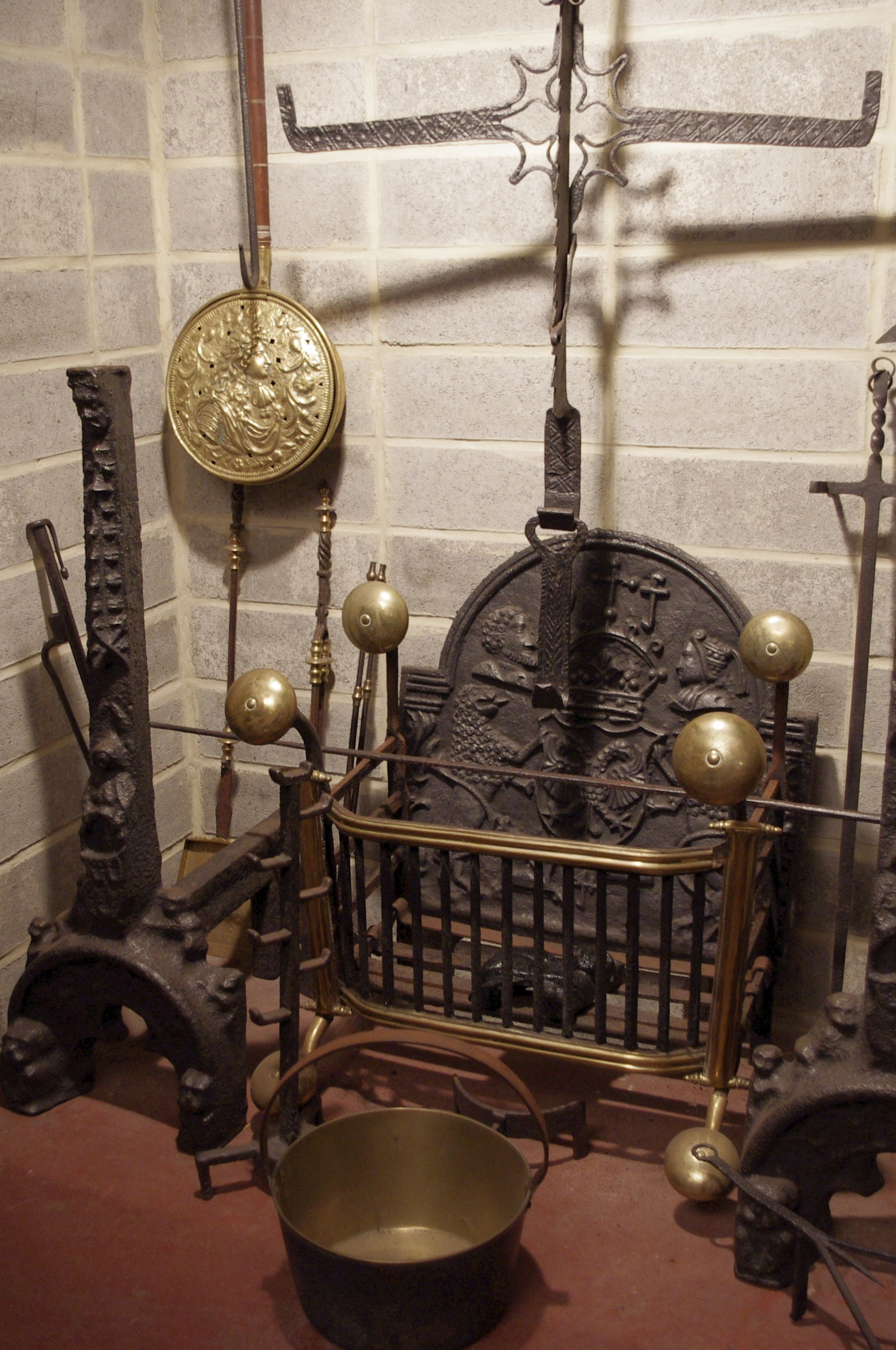
ベルギーの暖炉と火かき棒、１６-１８世紀頃
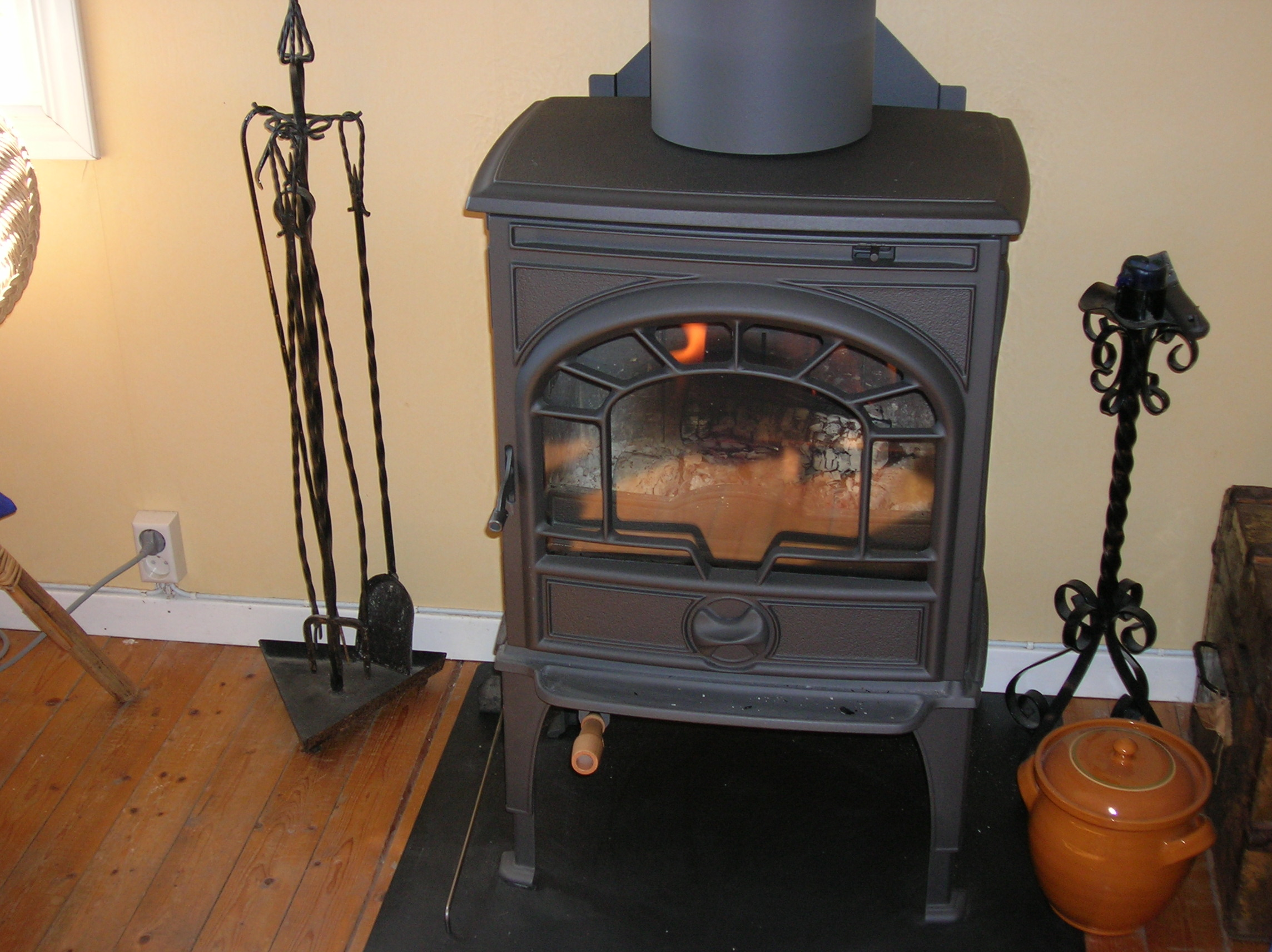
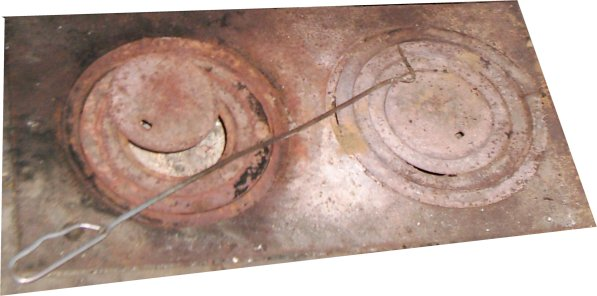